# Мерилебон
Мерилебон (енгл. Marylebone)  је област у Лондону и налази се у граду Вестминстеру. Налази се у централном Лондону и део је Вест Енда. Оксфорд улица чини његову јужну границу.
Древна парохија, а касније и метрополитанска општина, спојила се са општинама Вестминстер и Падингтон и формирала нови град Вестминстер 1965.

## Географија
Парохија и општина били су ограничени са два римска пута, Оксфорд стритом на југу и Вотлинг стритом на западу, и налазили су се са обе стране некадашње реке Тајберн која је текла од севера ка југу. На северу и истоку, границе подручја су касније наслеђене као део северне и источне границе модерног града Вестминстера.
Локална места интересовања укључују и станицу Мерилебон, Лордов терен за крикет, дом крикет клуба Мерилебон (MCC) и оригиналну локацију MCC-а на Дорсет скверу.